# ...Like Clockwork
...Like Clockwork is het zesde studioalbum van de Amerikaanse rockband Queens of the Stone Age. Matador Records bracht het in juni 2013 op elpee en cd uit. De albumhoes werd ontworpen door de Britse tekenaar Boneface. Het liedje My god is the sun werd op 8 april 2013 als eerste single van het album uitgegeven.

## Ontvangst
...Like clockwork werd over het algemeen zeer positief ontvangen. Op Metacritic heeft het een score van 84/100 gekregen. Elton John, die zelf als gastartiest aan het liedje Fairweather friends meewerkte, noemde het het beste rockalbum sinds vijf jaar. 3FM riep het op 14 juni 2013 uit tot hun 'album van de week'. Een week na de uitgave van het album bereikte Queens of the Stone Age de eerste plaats in de Amerikaanse hitlijst Billboard 200. In de Vlaamse Ultratop 50 werd in de week van 15 juni 2013 eveneens de nummer één-positie bereikt. Ook in Australië, Ierland en Portugal haalde Queens of the Stone Age met dit album de hoogste plaats in de hitlijsten.

## Tracklist
| Nr. | Titel                          | Duur |
| --- | ------------------------------ | ---- |
| 1.  | Keep your eyes peeled          | 5:04 |
| 2.  | I sat by the ocean             | 3:55 |
| 3.  | The vampyre of time and memory | 3:34 |
| 4.  | If i had a tail                | 4:55 |
| 5.  | My god is the sun              | 3:55 |
| 6.  | Kalopsia                       | 4:38 |
| 7.  | Fairweather friends            | 3:43 |
| 8.  | Smooth sailing                 | 4:51 |
| 9.  | I appear missing               | 6:00 |
| 10. | ...Like clockwork              | 5:24 |

## Bezetting
Aan het album werkten onder anderen de volgende musici mee:
Leden van Queens of the Stone Age
- Josh Homme - zang, gitaar, piano
- Troy Van Leeuwen - diverse instrumenten
- Michael Shuman - bassist
- Dean Fertita - diverse instrumenten

Gastmuzikanten
- Joey Castillo - drums op "Keep your eyes peeled", "I sat by the ocean", "The vampyre of time and memory", Kalopsia"
- Dave Grohl - drums op If i had a tail, My god is the sun en Fairweather friends, "Smooth sailing", "I appear missing"
- Jon Theodore - drums op "...Like clockwork"
- Elton John - zang en piano op Fairweather friends[5]
- Trent Reznor - zang, kick en snare op Kalopsia
- Jake Shears - zang op Keep your eyes peeled
- Alex Turner - zang op If i had a tail
- Mark Lanegan - zang op If i had a tail
- Nick Oliveri - zang op If i had a tail